# Партенио
Партенио, още Кизили или Кизели (на гръцки: Παρθένιο, катаревуса: Παρθένιον, Партенион, до 1927 Κιζελή, Кизели или Κιζιλή, Кизили), е бивше село в Егейска Македония, Гърция, на територията на днешния дем Бешичко езеро в административна област Централна Македония.

## География
Партенио е разположено в северната част на Халдикидическия полуостров. Намира се между Загливери и Платия (Аланли).

## История

### В Османската империя
В началото на XX век Кизили е юрушко село в Лъгадинска кааза на Османската империя. Към 1900 година според статистиката на Васил Кънчов („Македония. Етнография и статистика“) в Юреци живеят 280 жители, всички турци.

### В Гърция
След Междусъюзническата война в 1913 година попада в Гърция. В средата на 20-те години турското население на селото е изселено в Турция по силата на Лозанския договор и на негово място са заселени гърци бежанци от Източна Тракия. Според преброяването от 1928 година Партенио е изцяло бежанско село с 33 бежански семейства със 132 души. След 1950 година постепенно жителите напускат селото.
В 1926 година името на селото е сменено на Партенион, но промяната влиза официално в следващата 1927 година.

## Личности
Родени в Партенио
- Константинос Харизанис (Κωνσταντίνος Χαριζάνης), гръцки андартски деец, агент от трети ред[6]